# CDW (entreprise)
Pour les articles homonymes, voir CDW.
CDW (ou CDW Corporation) est une entreprise américaine, acteur mondial important dans fabrication et la commercialisation des ordinateurs. Elle est cotée au NASDAQ-100.